# Paseo Phillips
El paseo Phillips es un paseo peatonal ubicado en la comuna de Santiago Centro, en la capital de Chile, a pasos de la plaza de Armas de la ciudad, en dirección hacia calle San Antonio. De una cuadra de extensión entre las calles Monjitas y Merced, destaca por su arquitectura patrimonial de los edificios propios del centro histórico de la ciudad, con dos puentes aéreos que conectan con dos edificios cruzando por sobre la calle. Frente al paseo por calle Merced, se encuentra ubicada la Casa Colorada, edificio de la época colonial chilena.

## Odónimo
El odónimo se debe en homenaje al alcalde de Santiago entre 1925 y 1927, Luis Phillips Huneeus, proveniente de una familia prominente de políticos y artistas, entre los que destacan su hermano, Eduardo Phillips, su tío, Jorge Huneeus Zegers, y su abuela materna, Isidora Zegers.

## Historia
Fue inaugurado como calle peatonal en 1927 con la construcción de cinco edificios de similar estilo arquitectónico en ambos costados del paseo, obras diseñadas por el arquitecto chileno-alemán, Alberto Siegel. Estas obras fueron consideras como vanguardistas e innovadoras en su época para el centro de la ciudad, donde las construcciones residenciales eran en promedio más bajas, comenzando así la primera etapa de desarrollo vertical en el planeamiento urbanístico de la capital chilena. En uno de sus edificios vivió el Presidente de la República, Jorge Alessandri Rodríguez, quien era conocido por irse a pie hasta el Palacio de La Moneda desde su departamento mientras ejercía la primera magistratura del país, dada la relativa cercanía con su residencia privada.
En la actualidad, los edificios del paseo albergan diferentes oficinas y locales comerciales en sus primeros pisos, además de una galería comercial que conecta con otras galerías de alrededor.